# Giorgio Montanini
Giorgio Montanini (Fermo, 17 dicembre 1977) è un comico e attore italiano.

## Biografia
Montanini è diplomato perito chimico e laureato in scienze della comunicazione. Monologhista satirico, Montanini ha debuttato a teatro nel 2004 con Edipo re di Sofocle, per la regia di Franco Branciaroli. Successivamente ha ottenuto dei piccoli ruoli televisivi prendendo parte alle fiction Questa è la mia terra 2 e Liberi di giocare. Nel 2008 è entrato a far parte del gruppo Satiriasi, fondato da Filippo Giardina. Nel 2011 ha portato in scena il primo spettacolo scritto da lui, Nibiru, al quale ha fatto seguito l'anno successivo Un uomo qualunque. È tornato in televisione nel 2013, prendendo parte alla trasmissione televisiva Aggratis! su Rai 2.
Nel 2014 ha condotto su Rai 3 Nemico pubblico, trasmissione da lui scritta e condotta con l'ausilio del gruppo Satiriasi. Il programma, che alterna i monologhi di stand up comedy (tenuti in un vero e proprio club sullo stile anglosassone) a delle candid camera girate per le vie della capitale, è stato riconfermato nel 2015 e nel 2016. Contemporaneamente sul canale Comedy Central di Sky è andato in onda, insieme a tutto il gruppo Satiriasi, con la trasmissione comico-satirica, priva di censura, Stand Up Comedy.
Debutta al cinema, seppure in un piccolo ruolo, con il film Tempo instabile con probabili schiarite, interamente girato nella provincia di Pesaro e Urbino e uscito nelle sale nel 2015, con protagonisti Luca Zingaretti e John Turturro. Sempre su Rai 3 ha curato, per due puntate, la copertina satirica del talk show Ballarò, in sostituzione di Maurizio Crozza. Dal 2016 fa parte del cast di Nemo - Nessuno escluso (Rai 2). Successivamente, annuncia di aver rescisso il contratto con il programma poiché, a suo parere, non c'erano più le condizioni per proseguire nella collaborazione. Nel 2017 collabora con il rapper torinese Willie Peyote, a cui regala alcune registrazioni dello spettacolo Eloquio di un perdente utilizzate nel brano 7 Miliardi (skit) pubblicato all'interno dell'album Sindrome di Tôret.
Nell'ottobre 2017 viene chiamato da Le Iene per registrare alcuni monologhi satirici da trasmettere nel segmento del programma intitolato Pregiudizio universale. Dopo tre puntate, tra le polemiche, termina la sua collaborazione con Mediaset. Nel marzo 2019 viene ospitato su Rete 4 durante il programma Dritto e rovescio. Ma i temi e la verve del comico gelano lo studio, provocando dissapori tra Montanini e la rete. Nel maggio 2019 tiene un discorso per la nota piattaforma TEDx. Nel settembre 2019 termina le riprese del film I predatori, opera prima dell'attore e regista Pietro Castellitto e, prodotto da Fandango con Rai Cinema in uscita il 22 ottobre 2020. Il film viene premiato per la miglior sceneggiatura nella sezione Orizzonti alla 77ª Mostra internazionale d'arte cinematografica di Venezia e vede Montanini, con lo stesso Castellitto, in un ruolo da protagonista per la prima volta sul grande schermo. Nel 2024 è nuovamente diretto da Pietro Castellitto nel film Enea.

## Filmografia

### Cinema
- Succo di Marca, regia di Luciano Monceri e Maurizio Serafini (2011)
- Tempo instabile con probabili schiarite, regia di Marco Pontecorvo (2015)
- I predatori, regia di Pietro Castellitto (2020)
- Grazie ragazzi, regia di Riccardo Milani (2023)
- Mia, regia di Ivano De Matteo (2023)
- Castelrotto, regia di Damiano Giacomelli (2023)
- Enea, regia di Pietro Castellitto (2024)
- Race for Glory: Audi vs. Lancia, regia di Stefano Mordini (2024)
- Nonostante, regia di Valerio Mastandrea (2024)
- Elisa, regia di Leonardo Di Costanzo (2025)

### Televisione
- Liberi di giocare (2007)
- Questa è la mia terra (2008)
- Sconfort Zone (2025)

## Teatro
- Nibiru (2011)
- Un uomo qualunque (2012)
- Senza titolo (2013)
- Nemico pubblico (2014)
- Liberaci dal bene (2015)
- Per quello che vale... (2016-2017)
- Eloquio di un perdente (2017-2018)
- Quando stavo da nessuna parte (2018-2019)
- Come Britney Spears (2019-2020)
- Undiceximo (2021)
- Lo spettacolo nuovo (2022)
- C'è sempre qualcosa da bere (2023)
- Fall (2025)

## Programmi televisivi
- Aggratis! (Rai 2, 2013)
- Nemico pubblico (Rai 3, 2014-2016)
- Ballarò (Rai 3, 2014)
- Stand Up Comedy (Comedy Central, 2014)
- Nemo - Nessuno escluso (Rai 2, 2016-2017)
- Le Iene (Italia 1, 2017)